# 芳子内親王
芳子内親王（よしこないしんのう/ほうしないしんのう）は、嵯峨天皇の第5皇女。母は皇后・橘嘉智子。同母兄に仁明天皇らがいる。
承和5年12月26日（839年1月15日）、父帝に先立って病死。年齢は10代後半-20代中頃であった。内親王の薨去によって、皇太后・正子内親王（同母姉）は監護使を停止した。